# Alemanha nos Jogos Olímpicos de Verão de 1908
A Alemanha participou dos Jogos Olímpicos de Verão de 1908 em Londres, no Reino Unido. Conquistou 3 medalhas de ouro, 5 medalhas de prata e 5 de bronze, somando 13 no total. Ficou na quinta posição no ranking geral.